# Tim Van Zandt
Tim Van Zandt (* 17. September 1963 in Lexington, Missouri) ist ein US-amerikanischer Politiker.

## Leben
Van Zandt studierte an der University of Central Missouri, an der University of Missouri–Kansas City und am Montgomery College Politikwissenschaften und Gesundheitswesen. Van Zandt ist Mitglied der Demokratischen Partei. Von Januar 1995 bis Januar 2003 war Van Zandt Abgeordneter im Repräsentantenhaus von Missouri.
Van Zandt lebt offen homosexuell in Kansas City, Missouri.